# 拿破崙鎮區 (密歇根州)
拿破崙鎮區（英語：Napoleon Township）是位於美國密歇根州傑克遜縣的一個行政鎮區。

## 地方資料
拿破崙鎮區的面積為81.35平方千米，當中陸地面積為74.95平方千米，而水域面積為6.40平方千米。根據2020年美國人口普查的數據，當地共有人口6789人，而人口密度為每平方千米83.45人。